# Paulina Maj
Paulina Maj (nacida el 22 de marzo de 1987 en Złotów, Polonia) es una voleibolista polaca que actualmente juega en el PTPS Farmutil Piła.

## Actuaciones internacionales
Maj fue miembro de la selección polaca de voleibol en el Campeonato Mundial de Voleibol Femenino de 2006.

## Clubes
| País               | Club               | Años |
| ------------------ | ------------------ | ---- |
| Bandera de Polonia | Sparta Złotów      |      |
| Bandera de Polonia | SMS Sosnowiec      |      |
| Bandera de Polonia | BKS Bielsko-Biała  |      |
| Bandera de Polonia | PTPS Farmutil Piła |      |